# Gaston Crunelle
Gaston Crunelle (* 18. August 1898 in Douai; † 12. Januar 1990 in Paris) war ein französischer Flötist und Musikpädagoge.

## Leben
Crunelle studierte am Pariser Konservatorium bei Edouard Lafleurance, Adolphe Hennebains und Philippe Gaubert und gewann dort 1920 einen Ersten Preis. Im gleichen Jahr wurde er Nachfolger von Rene Le Roy im Quintette instrumental de Paris. Ab 1933 war er Soloflötist im Orchestre Pasdeloup (bis 1942) und im Orchester der Opéra-Comique. Er spielte die Uraufführung von André Jolivets Chants de Linos, und Komponisten wie Henri Dutilleux, Pierre Sancan und Olivier Messiaen (Le merle noir) widmeten ihm Werke.
Von 1941 bis 1969 unterrichtete Crunelle Flöte am Pariser Konservatorium. Zu seinen Schülern zählen neben Jean-Pierre Rampal, der 1969 sein Nachfolger wurde, unter anderem James Galway, Maxence Larrieu, Edward Beckett, Michel Debost, Jacques Delacôte, Christian Chéret, Guy Cottin, Marc Honorat, Benoit Trémolières, Francis Loriaux, Maurice Pruvot, Pierre Séchet, Gérald Jemain, Jean-Claude Gérard, Gunther Pohl  und Gail Greamstead.